# Unleashed Memories
Unleashed Memories – drugi studyjny album grupy Lacuna Coil.

## Lista utworów
Opracowano na podstawie materiału źródłowego.
| Nr  | Tytuł utworu            | Słowa                          | Muzyka                                              | Długość |
| --- | ----------------------- | ------------------------------ | --------------------------------------------------- | ------- |
| 1.  | „Heir Of a Dying Day”   | Cristina Scabbia               | Marco Coti Zelati                                   | 4:59    |
| 2.  | „To Live Is To Hide”    | Cristina Scabbia, Andrea Ferro | Marco Coti Zelati                                   | 4:34    |
| 3.  | „Purify”                | Cristina Scabbia               | Marco Biazzi, Cristiano Migliore, Marco Coti Zelati | 4:36    |
| 4.  | „Senzafine”             | Cristina Scabbia, Andrea Ferro | Marco Coti Zelati                                   | 3:53    |
| 5.  | „When a Dead Man Walks” | Cristina Scabbia               | Marco Coti Zelati                                   | 5:54    |
| 6.  | „1.19”                  | Cristina Scabbia               | Marco Coti Zelati                                   | 4:58    |
| 7.  | „Cold Heritage”         | Cristina Scabbia               | Marco Coti Zelati                                   | 5:23    |
| 8.  | „Distant Sun”           | Cristina Scabbia               | Marco Coti Zelati                                   | 5:29    |
| 9.  | „A Current Obsession”   | Cristina Scabbia               | Marco Coti Zelati                                   | 5:20    |
| 10. | „Wave Of Anguish”       | Andrea Ferro                   | Marco Coti Zelati, Cristiano Migliore               | 4:40    |
|     |                         |                                |                                                     | 49:46   |

## Twórcy
Opracowano na podstawie materiału źródłowego.
| Zespół Lacuna Coil w składzie - Cristiano Mozzati – perkusja - Cristiano Migliore, Marco Biazzi – gitara elektryczna - Marco Coti Zelati – gitara basowa, instrumenty klawiszowe - Cristina Scabbia, Andrea Ferro – wokal prowadzący |  | Inni - Volker Beushausen – zdjęcia - Matthias Klinkmann, Siggi Bemm – inżynieria dźwięku - Waldemar Sorychta – produkcja muzyczna, inżynieria dźwięku, miksowanie - Carsten Drescher – oprawa graficzna |